# Phra Pathom Chedi

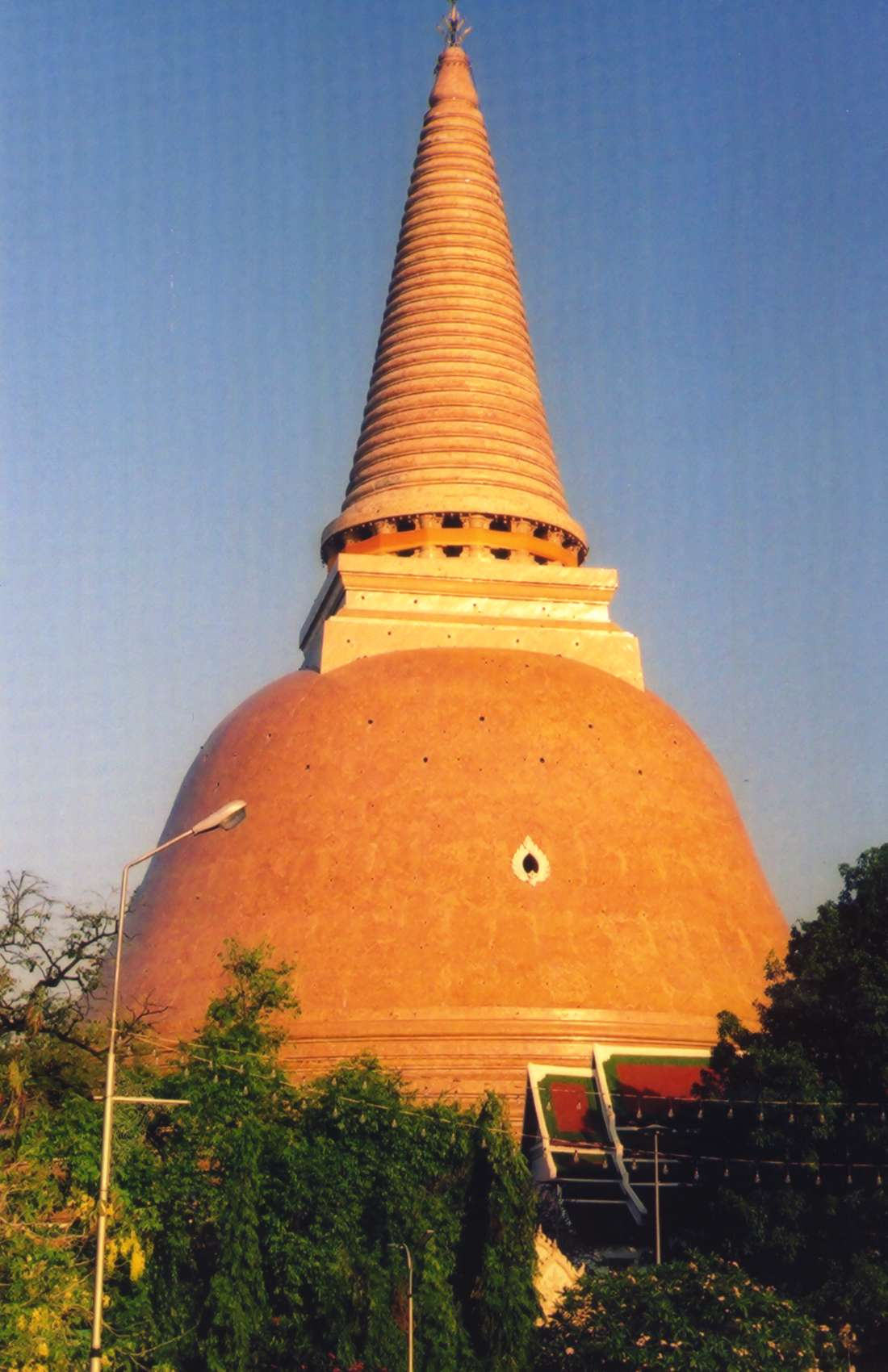
Phra Pathom Chedi

Der Phra Pathom Chedi (Thai: พระปฐมเจดีย) ist mit 127 m der höchste buddhistische Chedi weltweit. Der Chedi steht in der Stadt Nakhon Pathom in Thailand.

## Geschichte
Der Name Phra Pathom Chedi bedeutet Heiliger Chedi des Anfangs. Die ersten schriftlichen Aufzeichnungen über diesen Chedi reichen bis ins Jahr 675, doch deuten archäologische Ausgrabungen darauf hin, dass bereits im 4. Jahrhundert ein erster Chedi errichtet worden war.
Nach der Eroberung des Landes durch die Khmer wurde der Chedi mit einem Prang überbaut, der später vom Dschungel bedeckt wurde. Die Ruine wurde im 19. Jahrhundert wiederentdeckt, als der spätere König Mongkut (Rama IV.) während seiner Zeit als Wandermönch durch die Wälder Nakhon Pathoms streifte. Nach seiner Krönung ordnete er an, hier eine neue und besonders wichtige buddhistische Stätte zu errichten. Nach 17 Baujahren wurde das Bauwerk 1870 unter seinem Nachfolger König Chulalongkorn (Rama V.) vollendet. Chulalongkorn ließ das Bauwerk später auch mit feinen chinesischen Ziegeln überziehen. Die Bevölkerung  aus dem nahe gelegenen Nakhon Chai Si wurde in die neu errichtete Stadt um den Chedi herum angesiedelt.
Das thailändische Kulturministerium hat Phra Pathom Chedi als zukünftiges Weltkulturerbe der UNESCO vorgeschlagen.

## Sehenswürdigkeiten
- Phra Ruang Rojanaridhi – König Vajiravudh (Rama VI.) fand im Jahre 1909, als er noch Kronprinz war, in Si Satchanalai Bruchstücke einer großen Buddha-Statue, von der nur der Kopf, Hände und Füße unversehrt waren. Prinz Naris wurde beauftragt, die Statue zu restaurieren. Sie wurde 1913 im Wat Pho in Bangkok gegossen. Am 2. November 1915 wurde die Statue in der nördlichen Kapelle (Wihan Thit) eingeweiht. König Vajiravudh gab ihr den Namen Phra Ruang Rojanaridhi Sri Indarathita Dharmobas Maha Vajiravudha Rajapujaniya Borpitra. Später wurden die sterblichen Überreste des Königs im Sockel der Statue beigesetzt. Heute steht Phra Ruang Rojanaridhi in der Handhaltung Abhaya Mudra (Schutzverheissung) weithin sichtbar oben an der großen nördlichen Freitreppe.
- Phra Phuttha Narachet – die sitzende Buddha-Statue „aus weißem Stein“ im Dvaravati-Stil befindet sich an der Treppe zum südlichen Eingang. Sie ist von Kopf bis zu den Füßen 3,76 m hoch, sitzt im europäischen Stil mit der Handhaltung der Unterweisung (Vitarka Mudra). Eine weitere gleich aussehende Statue befindet sich im Wat Na Phra Men im heutigen Geschichtspark Ayutthaya, eine dritte steht im Nationalmuseum Bangkok.
- Ein Modell der ursprünglichen Chedi, mit einer glockenförmigen Basis ähnlich der Stupa von Sanchi und einem Khmer-Prang steht heute neben dem südlichen Eingang zur Chedi.
- Außen am Phra Rabieng, der kreisförmigen Galerie, welche die Chedi umgibt, sind in regelmäßigen Abständen kleine Nischen angebracht. Hierin befinden sich 40 Buddha-Statuen, welche nach einer Liste des Abtes  von Wat Pho Prinz Paramanuchit Chinorot hergestellt wurden. Die Liste enthält Buddha-Statuen in den 40 Standard-Posen der thailändischen Ikonographie.

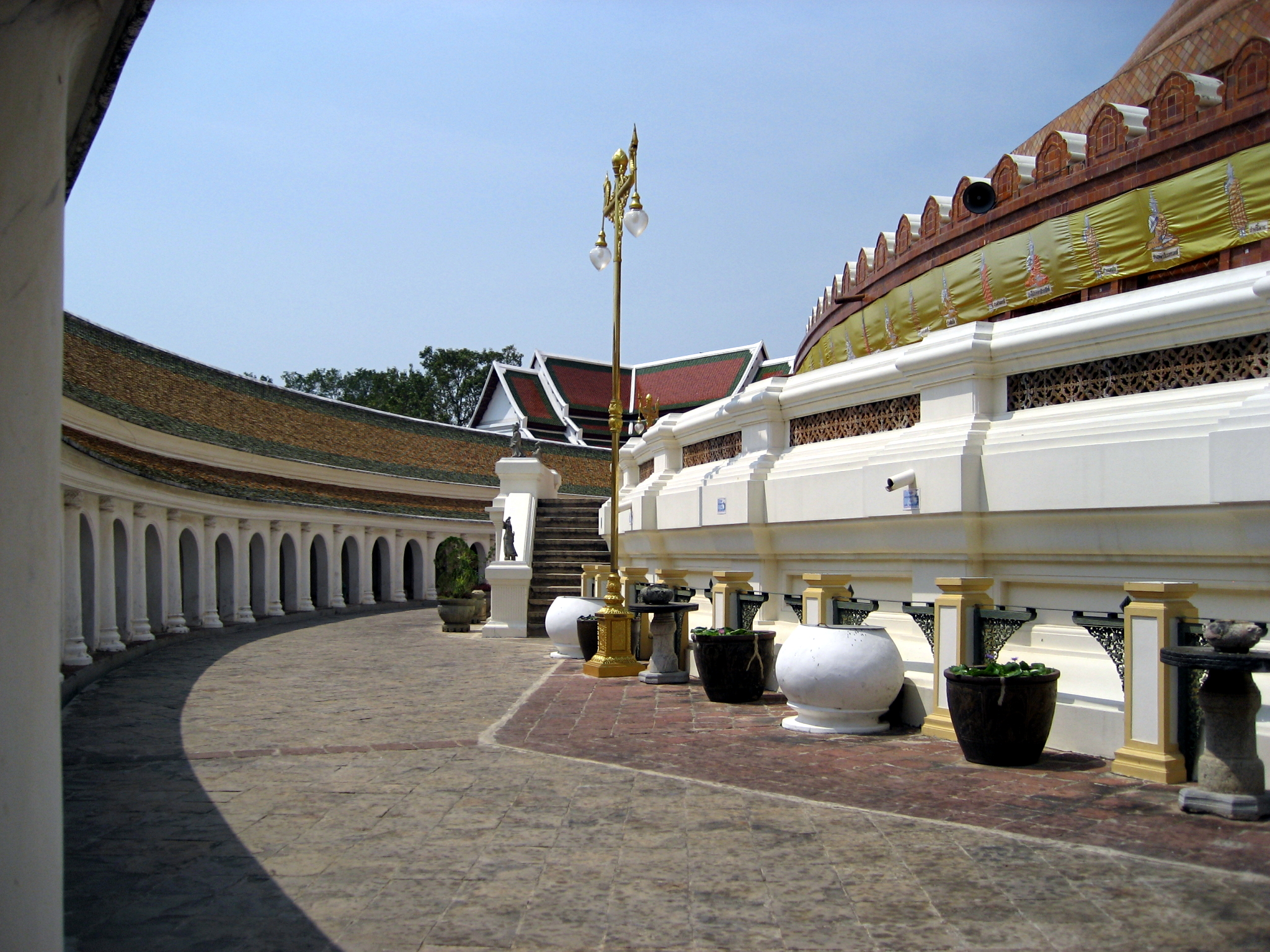
Der innere Hof um den Chedi
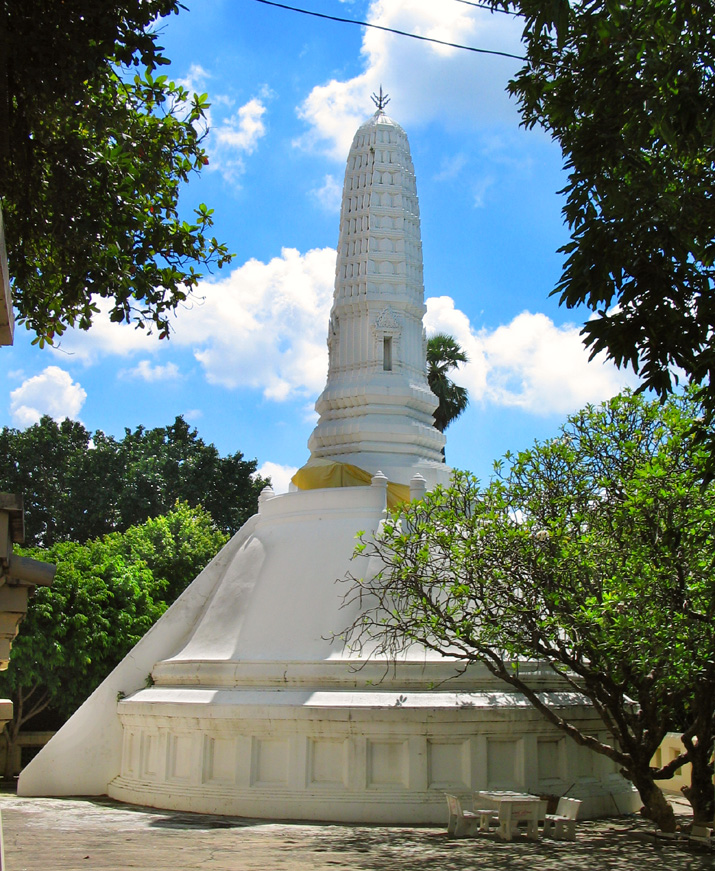
Modell der Original-Chedi
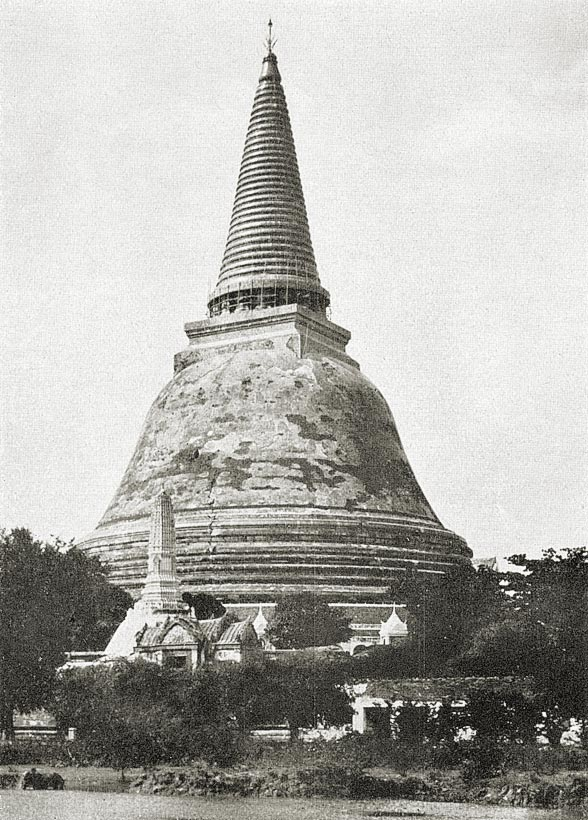
Phra Pathom Chedi etwa 1925
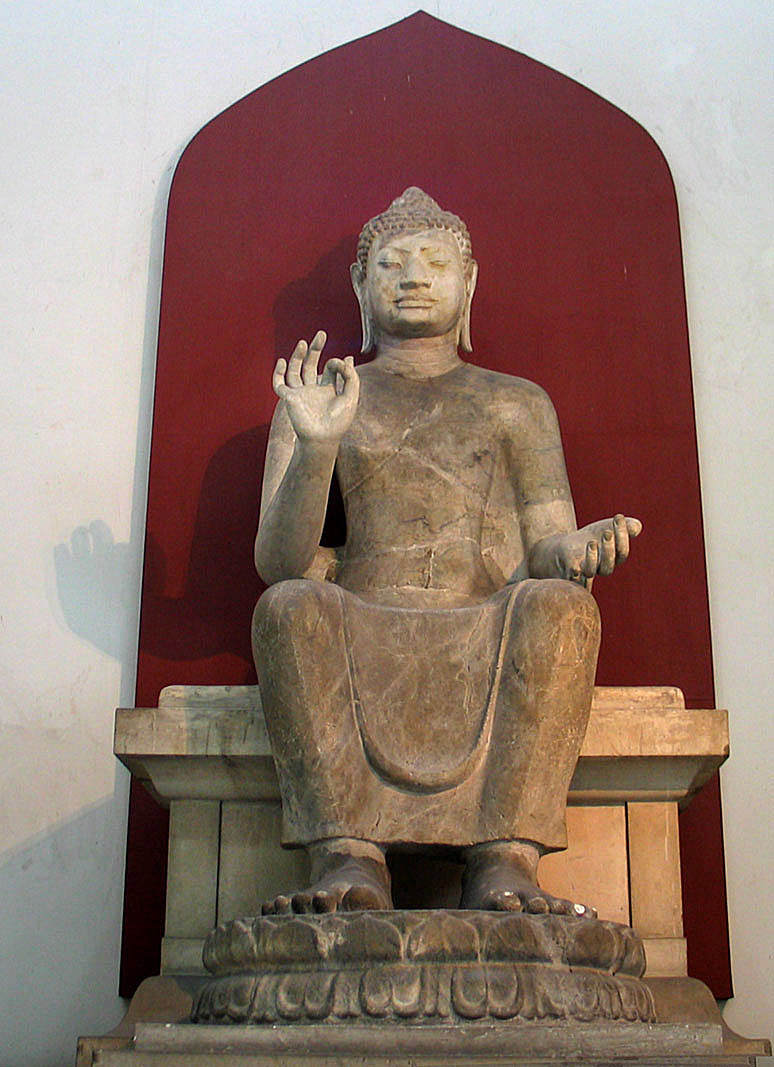
Phra Phuttha Narachet, Dvaravati-Stil
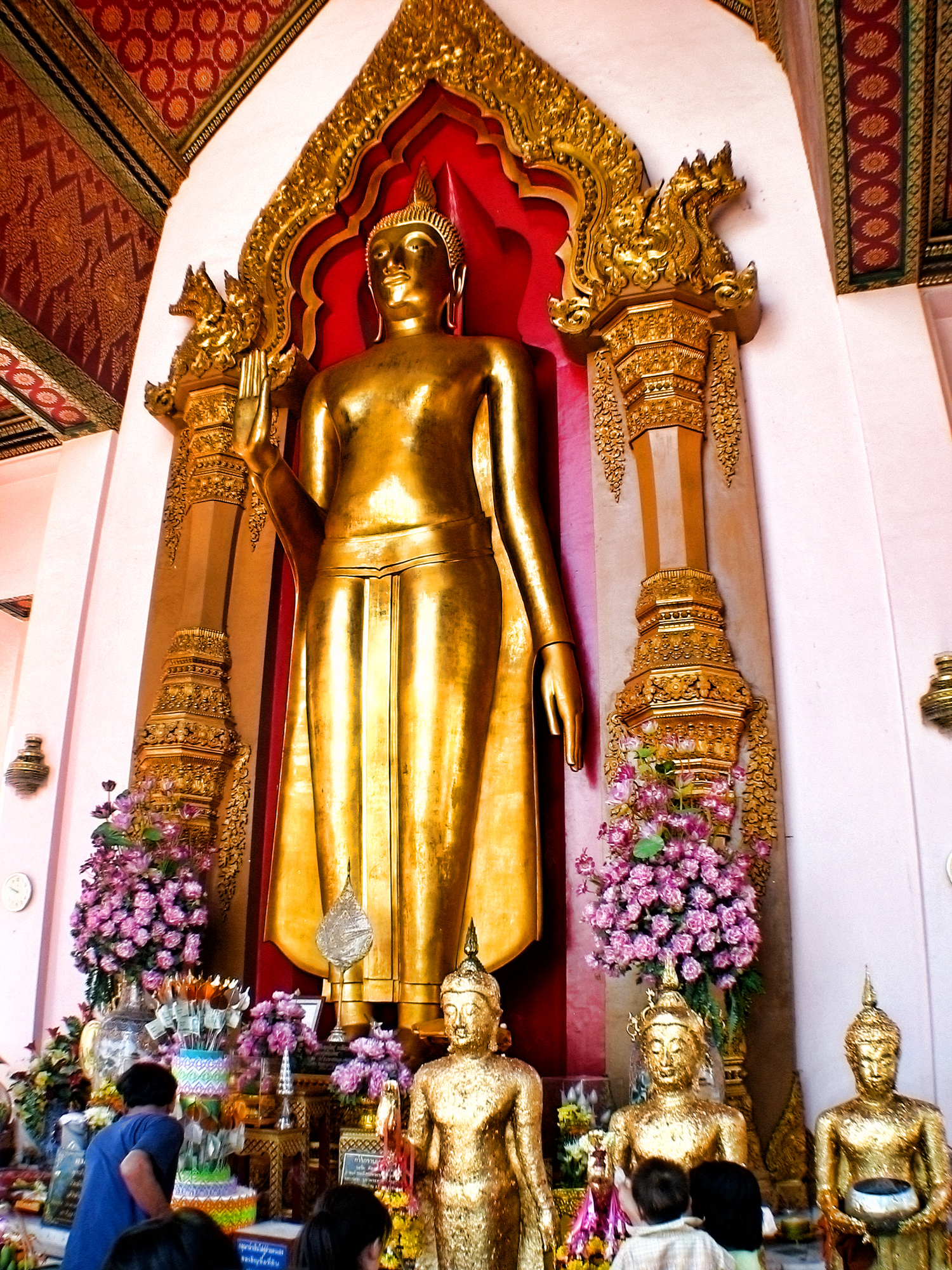
Phra Ruang Rojanaridhi